# Église Saint-Pierre-et-Saint-Paul de Maubeuge
Pour les articles homonymes, voir Église Saint-Pierre-et-Saint-Paul.
L'église Saint-Pierre-et-Saint-Paul est une église de Maubeuge, située au 1 rue de Valmy, le porche se trouvant avenue Franklin-Roosevelt.
L'édifice est inscrit au titre des monuments historiques en 2002.

## Historique
Emblème de la reconstruction d'après-guerre, cette église est l’œuvre commune des architectes André Lurçat et Henri Lafitte. Sa construction était destinée à remplacer l'église Saint-Pierre, située sur l'ancienne place d'Armes et détruite par les bombes incendiaires allemandes en 1940.
Son architecture très particulière est le reflet de la pensée de son concepteur. Communiste convaincu et persuadé de la fin prochaine de la pratique religieuse dans le monde, Lurçat a en effet pensé un lieu de culte presque neutre, aisément reconvertible en salle de spectacle. D'où une forme en bloc, un plan en croix latine de forme trapézoïdale et des vitraux abstraits.
L'église est le seul bâtiment de la reconstruction entièrement réalisé en béton armé. Son clocher de 43 m de haut, éclairé de briques de verre, est adjoint d’une tour cylindrique contenant l’escalier d’accès au carillon (28 cloches). Posées sur une stèle en attique, les statues de 2,5 m de haut des apôtres Pierre et Paul constituent les deux seules sculptures ornementales de la façade, qui comporte par ailleurs un porche d’entrée divisé en trois parties, symboliques de la trinité chrétienne.
Le tympan est orné d’une mosaïque conçue par le tapissier Jean Lurçat, le frère de l’architecte et réalisée par le mosaïste Michel Schmidt-Chevallier.

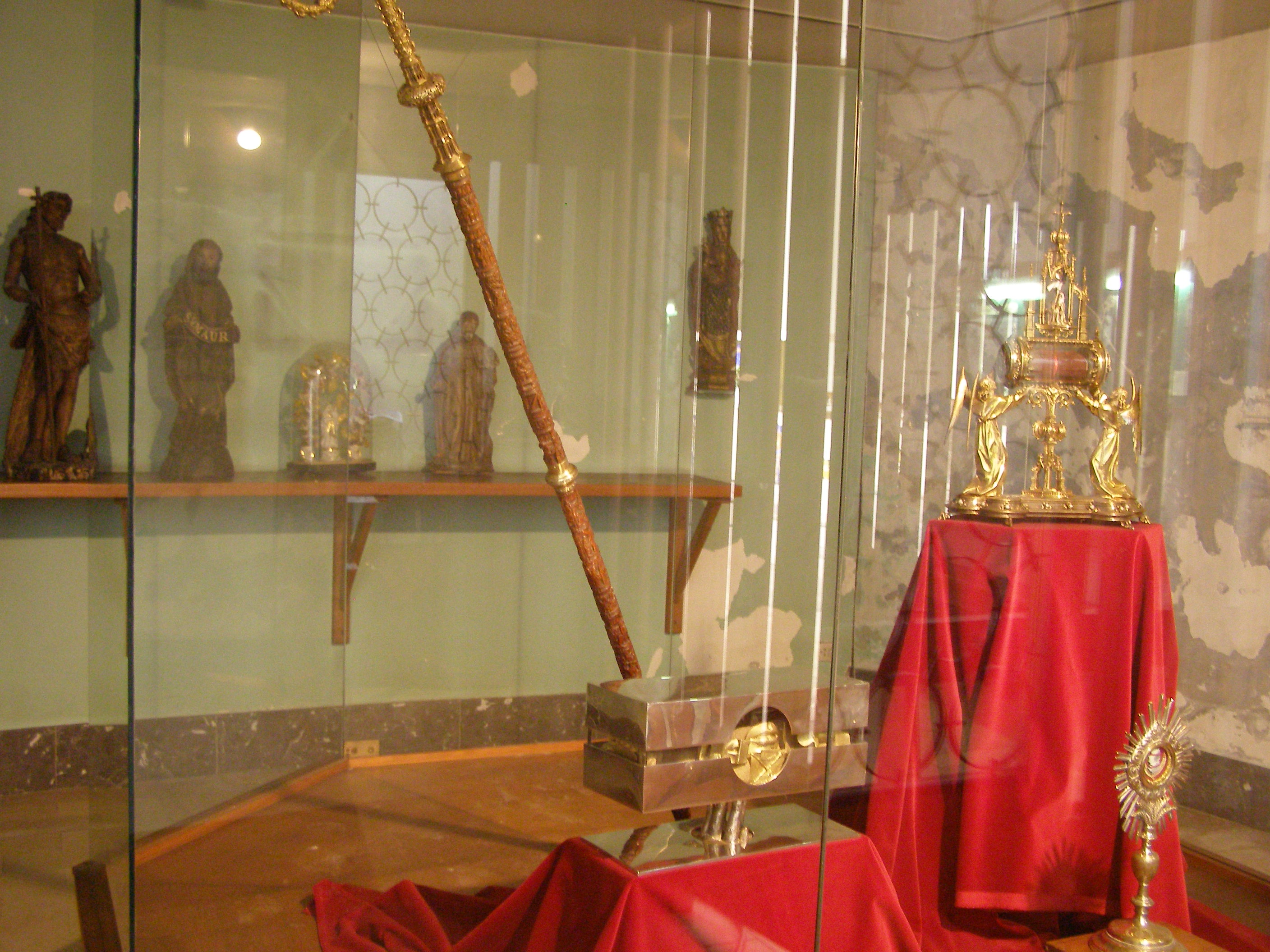
La crosse et la châsse.

Le trésor de sainte Aldegonde, patronne de la ville, conservé dans l’une des chapelles, contient le reliquaire du voile de la sainte, la crosse abbatiale et la châsse des reliques.